# Rio Căpâlnaş
O Rio Căpâlnaş é um rio da Romênia, afluente do Olt, localizado no distrito de Harghita.